# Amelanchier lamarckii
Amelanchier lamarckii, también conocida como guillomo, es una gran especie caducifolia de arbusto o pequeño árbol perteneciente a la familia Rosaceae. Está ampliamente naturalizado en Europa.

## Descripción
La especie presenta flores blancas que tienen forma de estrella. Sus frutos jóvenes como bayas son de color rojo oscuro cuando son jóvenes, pero se vuelven de color púrpura oscuro cuando está maduro. Los frutos son comestibles y tienen un sabor dulce a manzana. 
Este formulario es una microespecie apomíctica y se presume que es de origen híbrido (A. laevis y A. arborea o A. canadensis) conocida como Amelanchier × lamarckii. Refleja su estrecha relación con el género del níspero, Mespilus.

## Uso y Cultivo
Naturalizada en Europa, la especie
es ampliamente cultivada como planta ornamental, y con sus frutos silvestres se producen mermeladas y jaleas. Ha ganado el Premio al Mérito Garden a la Royal Horticultural Society.